# Frühlingsstürme
Frühlingsstürme (Jarní bouře) ist eine Operette von Gustav Beer (Libretto) und Jaromír Weinberger (Musik). Die Uraufführung fand am 20. Januar 1933 im Berliner Admiralspalast statt.
Das Werk gilt als die letzte Operette der Weimarer Republik. Zehn Tage nach der Uraufführung fand die Machtergreifung der Nationalsozialisten statt, die das Ende der Aufführungsserie verfügten. Nach der Vorstellung am 12. März 1933 wurde das Werk abgesetzt.
Eine Neuinszenierung der 87 Jahre in Deutschland nicht mehr aufgeführten Spionageoperette erfolgte im Januar 2020 an der Komischen Oper Berlin unter der Regie von Barrie Kosky. Die musikalische Leitung hatte der Dirigent Jordan de Souza.

## Historischer Kontext
Frühlingsstürme gilt als die letzte Operette der untergehenden Weimarer Republik. Ebenso wie Paul Abrahams Revue-Operette Ball im Savoy, die seit Weihnachten 1932 im Großen Schauspielhaus mit Gitta Alpár in der weiblichen Hauptrolle gespielt wurde, gehörte auch Weinbergers Werk Frühlingsstürme zu den Spätwerken der Weimarer Republik, deren Aufführungen bereits vom heraufziehenden Nationalsozialismus überschattet waren.
Im Gegensatz zur damals gängigen Revueoperette mit Jazz-Anklängen ist Weinbergers Werk Frühlingsstürme allerdings eher „eine [...] opernhaft[e] [...] Operette im semitragischen Lehár-Stil“. Die Operette Frühlingsstürme gehört stilistisch zu den späten Ausläufern der sog. Silbernen Operetten-Ära mit musikalischen Anspielungen auf Lehár, Puccini und Franz Schreker. Der Opernkomponist Weinberger ist in der Partitur stets spürbar. Das Orchester ist „riesig besetzt“, mit vier Hörnern, drei Trompeten, drei Posaunen, Harfe, Celesta, Banjo und vier Schlagzeugern. Weinbergers Komposition beinhaltet, auch wenn sie nominell als Operette bezeichnet wurde, Elemente von grosse[r] Oper, Operette und Revue gleichzeitig und enthält eine Melodienvielfalt, die „von klassische[r] Wiener Operette bis hin zu ungarischen Klängen, Jazz und amerikanischer Big Band reicht“. Die Musik enthält „viel Walzer“, Folkloristisches, stets versehen mit den obligaten Einsprengseln von Foxtrott und Jazz, verbindet sich zu einem „stilistischen Mix, in dem sich Walzer, Foxtrott und Tango mit böhmischen und wienerischen Elementen vertragen, wo Puccini und Richard Strauss momentweise reinblitzen“, bleibt jedoch hinsichtlich der Hereinnahme zeitgenössischer Klangwelten hinter Paul Abraham zurück.

## Orchesterbesetzung
- Holzbläser: drei Flöten (3. auch Piccolo), zwei Oboen (2. auch Englischhorn), zwei Klarinetten, Altsaxophon, Tenorsaxophon, zwei Fagotte
- Blechbläser: vier Hörner, drei Trompeten, drei Posaunen, Tuba
- Pauken, Schlagzeug: Schlagzeug (4 Spieler), sowie Banjo/Mandoline, Harfe, Celesta
- Streicher
- Bühnenmusik: Oboe, 3 Trompeten, 3 Posaunen, Klavier, Drumset

## Handlung
Das musikalische Verwirrspiel betrifft mehrere Liebesbeziehungen, Affären und Verehelichungen im Milieu von Politik und Spionage, angesiedelt in China und Italien. Die beiden Hauptrollen haben reichlich exotisches Flair, die Diva als russische Generalswitwe Lydia Pawlowska, der Heldentenor als japanischer Offizier Ito. Dazu das klassische Buffo-Paar – der deutsche Kriegsberichterstatter Roderich Zirbitz, der sich inkognito auch als Koch verdingt, und die eigensinnige russische Generalstochter Tatjana Katschalow.

## Die Szenen
Hauptquartier der russischen Armee in der Mandschurei. Eine Lagebesprechung vor der Offensive gegen die Japaner findet statt. Ungeachtet der Kriegsvorbereitungen hat die junge Generalswitwe Lydia Pawlowska aus St. Petersburg für den Abend zum Ball geladen. Der Oberbefehlshaber der russischen Streitkräfte, General Wladimir Katschalow, will unter Hinweis auf die angespannte Lage am Ball nicht teilnehmen. In Wirklichkeit jedoch ist er verärgert, dass die Pawlowska sein Werben zurückgewiesen hat. Oberst Baltischew, Chef des militärischen Geheimdienstes und Vertrauter des Generals, durchschaut dies. Er hat selbst ein Auge auf Lydia geworfen, obwohl er sie der Spionage verdächtigt. Die attraktive Witwe soll vor dem Krieg eine undurchsichtige Verbindung mit einem japanischen Offizier namens Ito gepflegt haben. – Roderich Zirbitz, ein deutscher Kriegsberichterstatter, der sich unter falscher Identität ins russische Hauptquartier eingeschlichen hat, wird entlarvt. Er muss den Zorn des Generals fürchten, der insbesondere der ausländischen Presse extrem ablehnend gegenüber steht. Zusätzlich macht sich Zirbitz verdächtig, weil er der Tochter des Generals, Tatjana, den Hof macht. Daraufhin stellt der besorgte Vater seine Tochter unter Hausarrest und verbietet ihr den Besuch des Balls von Lydia Pawlowska.
Wohnung des Generals. Lydia tritt auf. Sie will selbst den General umstimmen, er möge bitte doch zum Ball zu kommen. Mit ihrem Charme kann sie den General umstimmen. Da erblickt sie plötzlich den japanischen Major Ito, der ihr einst in ihrer Heimatstadt den Hof gemacht hatte. Er ist als chinesischer Diener verkleidet und spioniert offenbar inmitten des russischen Hauptquartiers. Eigentlich stehen die Witwe und der Offizier in zwei feindlichen Lagern, doch die vormals unterdrückte Leidenschaft bricht sich Bahn. – Während eines konspirativen Treffens von Major Ito mit zwei weiteren japanischen Spionen erscheint General Katschalow und erkennt, was im Gange ist. Er wird von den feindlichen Offizieren überwältigt, doch der Auftritt Lydias in Begleitung einer Reihe russischer Offiziere wendet das Blatt. Ito und seine Gefolgsleute werden verhaftet. Da ihnen die Todesstrafe droht, befindet sich die junge Witwe in einen großen Gewissenskonflikt. Sie unterdrückt jedoch die widerstrebenden Gefühle und fügt sich in die Rolle der charmanten Gastgeberin.
Ball. Tatjana widersetzt sich dem väterlichen Verbot und kommt zum Ball. Auch Roderich Zirbitz hat einen Weg gefunden, berufliche und private Interessen zu verknüpfen. Unter neuer Identität verfolgt er auf dem Ball das politische Geschehen und flirtet weiterhin intensiv mit der Generalstochter. Sie ist ebenfalls nicht abgeneigt. Währenddessen können die japanischen Spione aus ihrer Haft entkommen. Ito sucht Zuflucht bei Lydia und gesteht ihr erneut seine Liebe.
Nach dem Ball. Um flüchten und die Feindeslinien überqueren zu können, benötigt Major Ito das Losungswort. Obwohl er Lydia liebt, verlangt die Pflicht, sich und seine Kameraden in Sicherheit zu bringen. Auch Lydia ist hin- und hergerissen, doch sie verspricht Ito, das Losungswort zu beschaffen. Zu diesem Zweck arrangiert sie ein intimes Tête-à-tête mit dem General nach dem Ball. Währenddessen schöpft Katschalow Verdacht, denn warum benötigt eine schöne russische Frau das Losungswort zum Queren der Front. Das richtige Losungswort wäre „Frühlingsstürme“ gewesen, doch er nennt ihr ein falsches. Ito versucht zu flüchten, nennt das falsche Losungswort und wird erneut verhaftet. Er zürnt Lydia, fühlt sich von ihr betrogen und gelangt eifersüchtig zur Überzeugung, sie sei die Geliebte des Generals. Der Tod scheint ihm gewiss. Lydia jedoch versucht erneut, Ito zu retten. Sie ist sogar bereit, dem Werben des Generals nachzugeben und sich erkenntlich zu zeigen, als dieser ihr eine mögliche Begnadigung Itos in Aussicht stellt.
Hotel in San Remo. Monate später. Die Beteiligten treffen einander bei den Friedensverhandlungen wieder. General Katschalow ist in Ungnade gefallen, weil er Ito hat laufen lassen. Major Ito konnte, nach seiner Rettung in letzter Minute, in seine Heimat zurückkehren. Zum Oberst befördert, dient er nun als Verhandlungsführer der japanischen Delegation. Der deutsche Journalist Roderich war inzwischen in der Schweiz und entführte dort seine Tatjana aus einem Pensionat, in welches sie von ihrem Vater gebracht worden war. Er soll über die Friedensverhandlungen berichten. Tatjana muss sich vor ihrem Vater verstecken, der sie in der Schweiz wähnt. Lydia ist angereist, um den Ruf des Generals wieder herzustellen. Dieser hatte sich als Kavalier erwiesen und für die Freilassung des Majors keine Gegenleistung akzeptiert. Würde dies jedoch publik, stünde der General als „alter Esel“ dar. Wladimir Katschalow liebt die schöne Witwe mit ungeminderter Intensität und hält, obwohl er ihre Ablehnung erwartet, erneut um ihre Hand an. Zu seiner Überraschung nimmt Lydia das Angebot an. Doch wenig später taucht überraschend Oberst Ito auf, die alte Liebe entbrennt neu. Lydia hofft auf eine gemeinsame Zukunft mit dem Oberst und erteilt dem verzweifelten Katschalow nun doch einen Korb. Zufällig begegnet Lydia einer Japanerin namens Sayuri, die sich als Oberst Itos Frau zu erkennen gibt. Lydia erkennt, dass es keine gemeinsame Zukunft mit dem Mann aus der Fremde geben kann. Roderich und Tatjana, die heimlich geheiratet haben, bitten den tobenden Vater Tatjanas um seinen Segen. Lydia besänftigt ihn und gibt ihm endgültig ihr Jawort. Die drei Paare singen das Schlußsextett, Ito und Lydia durchaus mit Wehmut und dem Schmerz über eine nicht erfüllte Liebe.

## Werkgeschichte
Die Operette Frühlingsstürme wurde am 20. Januar 1933 im Berliner Admiralspalast uraufgeführt, zehn Tage vor der Machtergreifung Hitlers und der NSDAP. Das Werk wurde knapp zwei Monate lang gespielt. Das „lyrisch-romantische“ Liebespaar, eine Diva und ein Heldentenor, wurde in der Uraufführung von Jarmila Novotná und Richard Tauber verkörpert, beide bekannt aus Funk und Film. Die Uraufführungskritiken waren „gemischt“. Die Operette wurde vom Publikum jedoch begeistert aufgenommen. Insbesondere das „Tauber-Lied“ Du wärst fur mich die Frau gewesen musste bei der Premiere viermal wiederholt werden.
Ernst Josef Aufricht, der die Aufführungsrechte an der Weinberger-Operette Frühlingsstürme erworben hatte, hatte Tauber, der im November 1932 im Rahmen einer Tournee als Franz Schubert in der Operette Das Dreimäderlhaus an der Amsterdamer Schauburg gastierte, dort aufgesucht und höchstpersönlich für die Produktion verpflichtet. Weinberger selbst spielte Tauber aus der Partitur zu Frühlingsstürme vor. Kurz nach Weihnachten 1932 begann in den Proberäumen des Berliner Admiralspalasts die Einstudierung. Regie führte Heinz Saltenburg. Die anstehende Premiere wurde im Vorfeld der Uraufführung in der Presse und den Medien intensiv vermarktet. Bereits vor der Premiere erschienen Schallplattenaufnahmen mit einzelnen Liedern. Jarmila Novotná sang allerdings nur die ersten Aufführungen, da sie am Deutschen Theater Berlin mit den Proben für Hugo von Hofmannsthals Das Salzburger Große Welttheater begann, die letzte Inszenierung Max Reinhardts in Berlin. Anschließend nahm sie ein Engagement an der Wiener Staatsoper an und verließ Deutschland, nachdem sie wegen „deutschfeindlicher Äußerungen“ von der rechten Presse angegriffen worden war, da sie die Musik Gustav Mahlers verteidigt hatte. Ihre Rolle übernahm ab 7. Februar 1933 Taubers Dresdner Partnerin und seine damalige ständige Begleiterin Mary Losseff.
Das Buffo-Paar waren die „durch den Film berühmt gewordenen“ Darsteller Else Elster und Siegfried Arno. Für die fünfte Hauptrolle, General Wladimir Katschalow, möglicherweise anfangs aufgrund der gereimten Eingangsverse der Figur im Libretto noch als Gesangsrolle konzipiert, in der Folge dann allerdings  als reine Sprechrolle angelegt, wurde der damals „prominente“ Schauspieler Oskar Homolka verpflichtet. Nach Aussagen von Richard Taubers Stiefbruder Robert Hasé-Tauber gab es zwischen der Darstellerin Else Elster, die eine überzeugte Hitler-Anhängerin war, und dem jüdischen Darsteller Siegfried Arno „furchtbare Szenen“ hinter der Bühne. Während der ersten Aufführungen kam es auch bereits zu antijüdischen Zwischenrufen. In den Odeon-Studios nahm Tauber Anfang Januar 1933 zwei Solo-Nummern aus der Operette Frühlingsstürme auf, während am selben Tag bei Electrola sechs Nummern mit Jarmila Novotná und Marcel Wittrisch entstanden. Ende Januar 1933 entstanden mit Tauber und Losseff noch vier Aufnahmen mit dem Orchester des Admiralspalasts Berlin, Dirigent: Manfred Gurlitt. Aufgenommen wurden u. a. die beiden Duette Traum versunken, liebestrunken und Frühling in der Mandschurei sowie das seit seinen Auftritten in den Lehár-Operetten obligatorische „Tauber-Lied“ Du wärst fur mich die Frau gewesen.
Wegen der anstehenden Reichstagswahl am 5. März 1933 fanden zwischen 28. Februar 1933 und 8. März keine Aufführungen der Frühlingsstürme statt. In der für den 9. März 1933 angesetzten Aufführung konnten Tauber und Losseff nicht auftreten; heftige Störungen des antijüdischen „Mobs“ von den Rängen verhinderten die Aufführung. Ab 10. März 1933 wurde die Produktion wieder gespielt. Am 12. März 1933 wurde die Operette nach der letzten Vorstellung von den Nationalsozialisten „rüde“ abgesetzt. Danach geriet das Werk in Vergessenheit.
Nach 1933 gab es noch einige Aufführungen der Operette in tschechischer Sprache in der Tschechoslowakei in Prag, Pilsen und Brünn. In der Nachkriegszeit ist lediglich eine szenische Produktion im Jahre 1947 im mährischen Ostrava (Mährisch-Ostrau) nachgewiesen. Für Anfang der 1950er Jahre ist eine Ausstrahlung der Frühlingsstürme im Tschechischen Rundfunk belegt.
In der Spielzeit 2019/20 erfolgte an der Komischen Oper Berlin eine Neuinszenierung des Werks unter der Regie von Barrie Kosky. Die vollständige Partitur mit Instrumentierung und Orchesterstimmen war unauffindbar und gilt als verschollen. Bei den Erben Weinbergers in Israel konnten mit Hilfe des Saxophonisten Tristan Willems nur wenige (zum Teil unvollständige) Einzelstimmen der Partitur ausfindig gemacht werden. Der bereits mehrfach als Arrangeur hervorgetretene Norbert Biermann, ehemaliger Studienleiter der Komischen Oper Berlin, rekonstruierte daher in zweijähriger Arbeit die Operette anhand des gedruckt vorliegenden Klavierauszugs mit Instrumentationsnotizen, einem erhalten gebliebenen Regiebuch mit dem Libretto und den kurz nach der Premiere entstandenen Schellackschallplattenaufnahmen mit den musikalischen Highlights. Für die Wiederentdeckung der Operette schrieb Biermann ein neues Arrangement, außerdem komponierte er einige neue Tanzeinlagen und ein Solistenquartett im Stil und nach musikalischen Themen Weinbergers. Die Musik bestehe jedoch, so der Regisseur Barrie Kosky, immer noch aus „85 Prozent original Weinberger“ und könne als von Weinberger verbürgt gelten.

## Besetzungen
| Rolle                          | Stimmlage   | Uraufführung Admiralspalast, 20. Januar 1933 | Komische Oper Berlin 25. Januar 2020 |
| ------------------------------ | ----------- | -------------------------------------------- | ------------------------------------ |
| General Wladimir Katschalow    | Sprechrolle | Oskar Homolka                                | Stefan Kurt                          |
| Tatjana, seine Tochter         | Soubrette   | Else Elster                                  | Alma Sadé                            |
| Lydia Pawlowska, Generalswitwe | Sopran      | Jarmila Novotná                              | Vera-Lotte Boecker                   |
| Roderich Zirbitz               | Buffo       | Siegfried Arno                               | Dominik Köninger                     |
| Ito, japanischer Offizier      | Tenor       | Richard Tauber                               | Tansel Akzeybek                      |
| Oberst Baltischew              | Sprechrolle | Ferdinand Hart                               | Tino Lindenberg                      |
| Großfürst Michailowitsch       | Sprechrolle | Georg H. Schnell                             | Luca Schaub                          |
| Shibato und Hotelconcierge     | Sprechrolle | N.N.                                         | Arne Gottschling                     |
| Kawa-Kami/Peter                | Sprechrolle | N.N.                                         | Yannik Heckmann                      |
| Rittmeister Strotzky           | Sprechrolle | N.N.                                         | Sascha Goepel                        |
| Dirigent                       |             | Manfred Gurlitt                              | Jordan de Souza                      |
| Inszenierung                   |             | Heinz Saltenburg                             | Barrie Kosky                         |
| Bühnenbild                     |             | Ernst Stern                                  | Klaus Grünberg, auch Licht           |
| Kostüme                        |             | Ernst Stern                                  | Dinah Ehm                            |
| Choreographie                  |             |                                              | Otto Pichler                         |

Die Rezension der Uraufführung in der Berliner Morgenpost erwähnt Ellen Schwanneke in der Rolle der Kimono-Gattin, vermutlich ist damit Oberst Itos Frau Sayuri gemeint.